# Monumento ai Caduti di Cuasso al Piano
Il Monumento ai Caduti di Cuasso al Piano è la statua a memoria dei Caduti dell'omonima frazione, ed è uno dei tre monumenti commemorativi delle due Guerre Mondiali del comune di Cuasso al Monte. Fu il primo nel comune ad essere inaugurato, oltre ad essere uno dei primi d'Italia ad essere costruito.

## Storia
Due mesi circa dopo l'Armistizio di Compiègne, che sancì la fine della Prima Guerra Mondiale, si palesa in Cuasso al Piano il desiderio di erigere un monumento a memoria dei Caduti che nel conflitto avevano perso la vita. Allora, il 20 gennaio 1919 si costituisce il comitato per realizzare il Monumento ai Caduti della frazione. Nonostante i pareri contrastanti, il luogo giusto viene individuato come piazza Pedoja, antistante la Chiesa parrocchiale di Sant'Antonio Abate. Viene chiesto al parroco di presentare un progetto, ed il giorno dopo verrà presentato un piano di rifacimento dell'intera piazza circolare e di costruzione di una scalinata che conduca a lì dalla chiesa, oltre ad altri lavori minori.
A marzo si inizia la raccolta fondi, e la cifra verrà raggiunta in poco tempo.
Nell'aprile dello stesso anno viene scelto il bozzetto del professor Ettore Rusconi e i lavori hanno inizio.
Ad agosto gli scioperi rossi fermarono la produzione, specialmente le operazioni di fusione (commissionate alla Ditta Pietro Bianchi di Pogliana, frazione di Bisuschio), e, nonostante l'intervento del parroco, la costruzione cessò per qualche giorno. Riprendono dopo l'intervento del Sottoprefetto di Varese e proseguono sotto la protezione dei Carabinieri.
Il 24 agosto 1919 il Monumento fu inaugurato dopo la Santa Messa e benedetto dal parroco, che, insieme ad Autorità e rappresentanze, ricorda i Caduti incisi.

Finita la Seconda Guerra Mondiale verranno aggiunti anche i nominativi dei Caduti nella medesima.

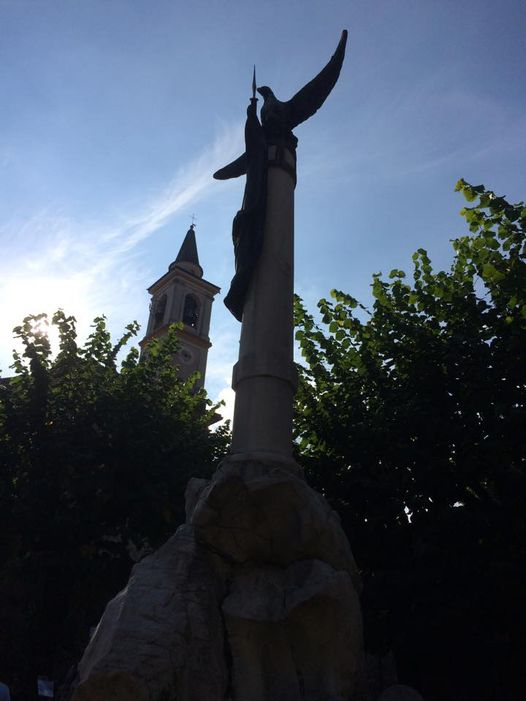
Il monumento e la Chiesa parrocchiale di Sant'Antonio Abate sullo sfondo

## Costruzione
Il progetto commissionato dal parroco e steso dal professor Ettore Rusconi di Piamo di Viggiù (attualmente frazione del comune di Bisuschio) comprendeva molteplici opere oltre al Monumento stesso: l'ampliamento del trivio sottostante, la costruzione di un'ampia gradinata in granito, la demolizione della cappella di Sant'Antonio Abate, patrono del paese, e la costruzione di una più decorosa nella stessa posizione. Il progetto di quest'ultima proveniva dal parroco.
Il Monumento consiste in un basamento in porfido cuassese con sopra dei blocchi di roccia carsica sui quali è appoggiata una colonna. In cima, un gruppo bronzeo che rappresenta un'aquila che tiene la bandiera italiana. Questo gruppo è una copia più piccola e stilizzata dell'originale, che fu asportato e fuso nella Seconda Guerra Mondiale. Sono affisse tre lapidi a ricordo dei Caduti. Queste furono rifatte nel 2019 in occasione del centenario. Tutt'intorno al monumento un'inferiata ed alcuni proiettili ferrei. Nel 1975 il gruppo cuassese dell'ANA installò una lampada votiva.
Piazza Pedoja, di forma circolare, presenta diciassette alberi disposti a cerchio, ognuno dei quali ha affissa una targa su cui è scritto il nome di uno dei diciassette caduti della Prima Guerra Mondiale. Alcune sono ad oggi rovinate ed altre sono sparite. La stessa iniziativa simbolica non è stata fatta con i sette caduti della Seconda Guerra Mondiale. Il cimitero di Cuasso al Piano ospita una lapide che mostrano gli stessi nominativi.

## Nominativi[2]

### Prima Guerra Mondiale
Sergente Pedoja Carletto, nato il 24 maggio 1895 e disperso il 7 agosto 1917
Bajetti Angelo, nato il 10 marzo 1888 e morto il 24 ottobre 1915
Martignoni Andrea, nato il 27 agosto 1887 e morto il 28 ottobre 1915
Sergente Gritti Giovanni, nato il 28 novembre 1894 e morto il 22 settembre 1916
Fontana Enrico, nato il 15 settembre 1889 e morto il 14 maggio 1917
Esntana Daniele, nato il 22 giugno 1885 e morto il 17 agosto 1917
Caporale maggiore Cartamina Luigi (medaglia al V.M.), nato il 16 novembre 1893 e morto il 22 novembre 1917
Nissolini Michele, nato il 22 sett. 1895 morto il 15 dicembre 1917
Tenente aiutante maggiore Zappini Virginio (decorato sul campo da Sua Maestà il Re con medaglia d’argento al V.M.), nato il 25 marzo 1898 e morto il 15 giugno 1918
Ucciolino Antonio, nato il 26 settembre 1893 e morto il 14 marzo 1918
Caporale maggiore Crignola Giuseppe, nato l’11 febbraio 1889 e morto il 14 marzo 1918
Pizziconi Giacomo, nato il 3 febbraio 1882 e morto il 10 ottobre 1918
Caporale Broggi Mario Caudenzio, nato il 9 luglio 1896 e morto il 20 ottobre 1918
Maffè Michele, nato il 26 novembre 1887 e morto il 2 novembre 1918
Bernasconi Angelo, nato il 22 luglio 1896 e morto il 1º dicembre 1918
Caro Stefano, nato il 25 novembre 1899 e morto l’8 gennaio 1919
Crignola Carlo, nato il 12 settembre 1892 e morto il 23 aprile 1919

### Seconda Guerra Mondiale
Sergente Rossi Nardo, 1915-1944
Caporale maggiore Malnati Albino, 1916-1943
Zanardi Ermanno, 1915-1940
Bersagliere Zanardi Gianfranco, 1919-1941
Plebani Giovanni, 1920-1944
Besana Guido, 1928-1945
Caporale Rossi Arnaldo (disperso In Russia), 1820-1942